# Alchemilla galkinae
Alchemilla galkinae es una especie de planta del género Alchemilla, perteneciente a la familia Rosaceae.

## Taxonomía
Alchemilla galkinae fue descrita por S. E. Fröhner en 1986.

## Distribución
Se encuentra en el territorio de Suiza.